# Almarai
Almarai (in arabo Pascolo), è una azienda lattiero-caseario fondata a Riad in Arabia Saudita nel 1977 dalla collaborazione tra i fratelli irlandesi McGuckian e il principe Sultan bin Mohammed bin Sa'ud Al Kabir; è la più grande azienda lattiero-caseario integrata nel mondo.